# Kramáre
Kramáre (německy Kramer) jsou místní část v Bratislavě v městské části Nové Mesto v okrese Bratislava III v Bratislavském kraji.

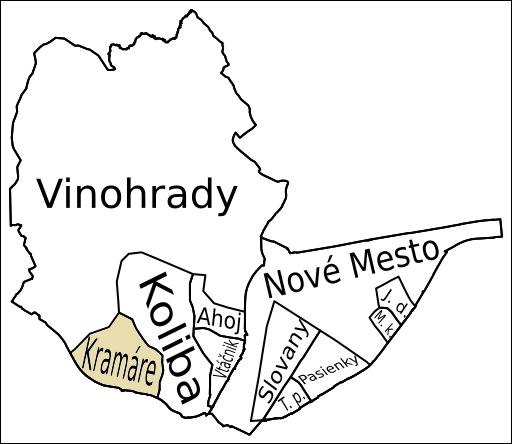
Poloha místní části Kramáre

Nachází se přibližně mezi komunikacemi Cesta na Kamzík, Pražská a Národním onkologickým ústavem v Klenově ulici. Za nejdůležitější komunikaci lze považovat Limbovou a Stromovou ulici, kde se nachází většina významných institucí.
Nejvýznamnějším zařízením na Kramárech je Fakultní nemocnice s poliklinikou akademika Ladislava Dérera (hovorově i Nemocnice Kramáre) a Národní ústav dětských nemocí (dříve - Dětská Fakultní Nemocnice).
V Limbové ulici má sídlo Ministerstvo zdravotnictví Slovenské republiky, Slovenská lékařská univerzita a ve Stromové ulici Ministerstvo školství Slovenské republiky.
Dopravu na Kramárech zabezpečují především trolejbusy, které jezdí ulicemi Limbová a Stromová, i k Národnímu onkologickému ústavu a Národnímu ústavu srdečních a cévních chorob.